# Kranzbinden (Brauchtum)

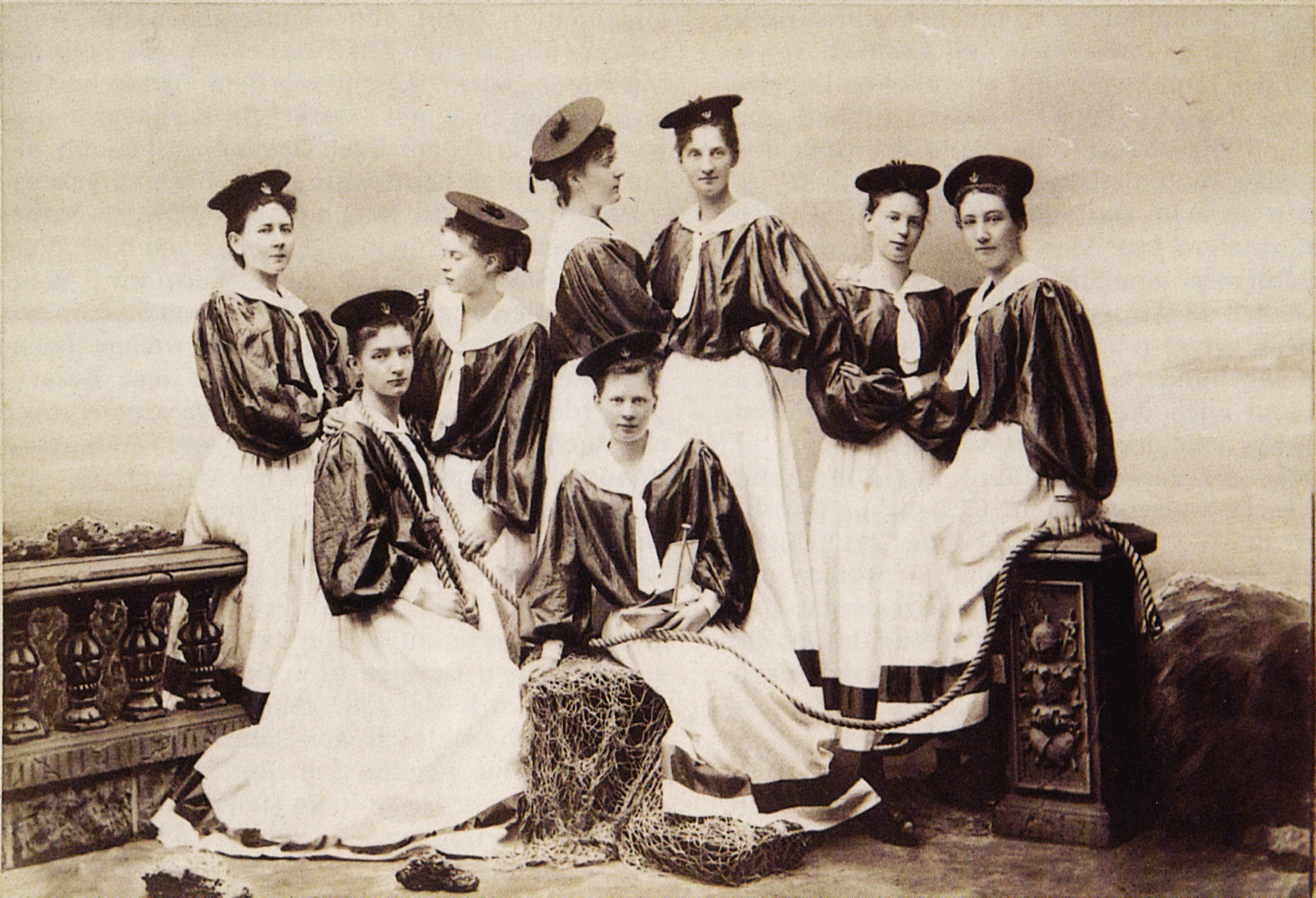
Szene aus einer „Aufführung zum Kranzbinden“ in Bremen im November 1895.

Das Kranzbinden war eine bestimmte Form der Hochzeits-Vorfeier, die es in Verbindung mit einem besonderen „Festspiel“ nur in Bremen gegeben hat. Dieser bremische Hochzeitsbrauch begann etwa Anfang des 19. Jahrhunderts und hielt sich bis in die Jahre nach dem Ersten Weltkrieg. Das Kranzbinden blieb dabei immer auf das wohlhabende Bürgertum Bremens beschränkt und ersetzte hier den Polterabend.
Der hier beschriebene Brauch darf nicht mit dem Kränzen verwechselt werden, bei dem die Nachbarn vor der Hochzeit einen Kranz aus Zweigen binden und über der Hauseingangstür des Brautpaares anbringen.

## Geschichte

### Der Festablauf
Das Kranzbinden lässt sich erstmals für das Jahr 1814 nachweisen. Der übliche Ablauf dieses bremischen Brauchs war wie folgt:
Wenige Tage vor der Hochzeit veranstaltete die beste Freundin der Braut bei sich zu Hause ein Fest. Es spielte dabei keine Rolle, ob die Freundin selbst schon verheiratet war oder noch ledig. Sie „gab der Braut das Kranzbinden“, so der damals gebräuchliche Ausdruck, und lud dazu die Braut und deren Freundinnen sowie den Bräutigam mit seinen Freunden ein.

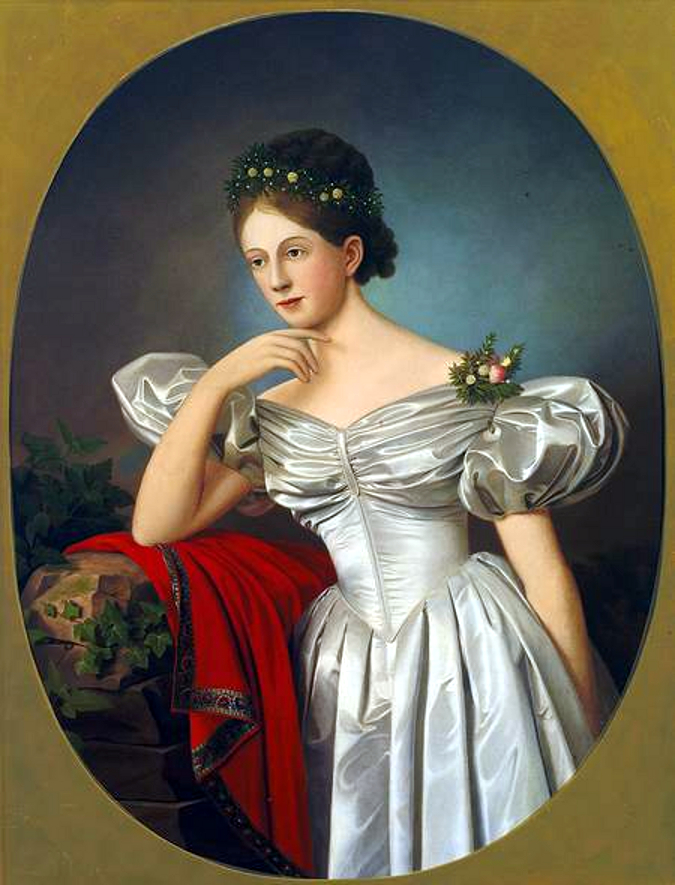
Porträt einer jungen Frau im Brautkleid mit Myrtenkranz (1884, B. Raul).

Spätestens gegen Ende des 19. Jahrhunderts geschah dies auf gedruckten Einladungskarten, von denen heute das Bremer Focke-Museum einige verwahrt. Eine lautet zum Beispiel:

„[Name des Gastes] werden zum Kranzbinden meiner Freundin Tilly Mielck auf Montag, den 7. Febr., 7 Uhr freundlichst eingeladen. U.g.A.w.g. Marie Büsing“

Die jungen Frauen kamen schon früh zur Teestunde und banden in Gegenwart der Braut deren Brautkranz, in den jede der unverheirateten Anwesenden mindestens einen Myrtenzweig einflechten musste. Aus den übriggebliebenen Zweiglein wurde ein zweiter, kleinerer Kranz hergestellt. Nachdem der Braut der eigentliche Brautkranz aufgesetzt worden war, erschienen alsbald die jungen Männer mit dem Bräutigam und es wurde ausgelost, „wer von den noch ledigen Kranzflechterinnen als nächste heiraten würde“. Für diese „Vizebraut“ oder „Myrtenbraut“ war der kleinere Kranz bestimmt.
Das Auslosen erfolgte stets in Form eines kleinen szenischen Spiels, das den eigentlichen Höhepunkt des Kranzbindens bildete. Für das Festspiel wurden eigens kleine Stücke geschrieben und die Beteiligten kostümierten sich meist mit viel Aufwand für eine solche Aufführung. Nach dem Festspiel gab es Abendessen und ein nachfolgender Tanzball beschloss dann das Fest.

### Das Festspiel
Bei den Stücken für das Festspiel handelte es sich meist um Gelegenheitsdichtungen im klassisch-romantischen Epigonenstil. Einige dieser Arbeiten sind erhalten geblieben; in Inhalt und Ton sind sie „immer würdig und feierlich“ und der Humor „drängt sich nur selten einmal hervor“. Besonders gern wurden Anleihen bei Shakespeares Komödie Ein Sommernachtstraum gemacht.
Die Verfasser blieben gewöhnlich anonym, oft waren es auch Gemeinschaftsarbeiten. 1855 wurde unter dem Titel Das Kranzbinden eine Sammlung solcher Dichtungen veröffentlicht, die von Hedwig Hölle stammten. Zweimal verband sich der Name eines großen Dichters mit dem bremischen Brauch: Klaus Groth, der als Begründer der neuniederdeutschen Lyrik gilt, hatte 1839 die Bremerin Doris Finke geheiratet. Als deren Schwestern Charlotte im März 1860 und Johanna im April 1861 heirateten, schrieb Groth in hochdeutscher und plattdeutscher Sprache die Verse, die jeweils beim vorhergehenden Kranzbinden vorgetragen wurden. Das für Johannas Hochzeits-Vorfeier bestimmte Werk hatte Groth schon über einen Monat vorher fertiggestellt:

„Ihr aber wißt, Ihr Schwestern:
Gar launig ist das Glück.
Doch gibt es Augenblicke
Zu Prüfen das Geschick.

Bei einer Braut im Schmucke
(Doch gläubig mußt’s geschehn)
Läßt es im Loos die Nächste
Der Glücklichen uns sehn.

So wählt! Und wer die Myrthe
Bekommt, und ihr vertraut,
Wird bald geschmückt vom Kranze:
Sie wird die nächste Braut.“

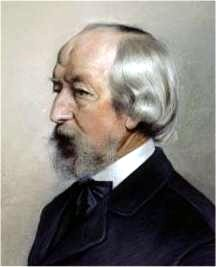
Der niederdeutsche Dichter Klaus Groth (1888, Gemälde von Christian Wilhelm Allers).

Groth schrieb dazu noch folgenden Zusatz, der sich an die „Myrtenbraut“ wandte:

„Nun laß im Scherz dich schmücken,
Der Ernst folgt hinterher!
Ihr Andern laßt euch sagen:
Es blühen der Myrthen mehr!“

Teils wurde auch von mehreren Teilnehmern ein jeweils eigens verfasstes Gedicht vorgetragen. So zum Beispiel bei einem Kranzbinden, das „Emmy Büsing, später verheiratete Tewes“, im November 1869 in Bremen ihrer Freundin gab und bei dem „reizende Gedichte, besonders ein sehr schönes von einem jungen Wätjen gedichtet“, zum Vortrag kamen.

### Erinnerungsgaben
Zur Erinnerung an das Kranzbinden wurde den Teilnehmern oft der gedruckte Text des aufgeführten Stückes überreicht. Außerdem wurden später teils auch Fotografien aufgenommen, die vor allem die kostümierten Beteiligten „in Pose“ zeigten. Manche dieser Fotos entstanden erst Wochen später im Atelier eines Berufsfotografen, so dass die Beteiligten nochmals „im Kostüm“ zusammenkommen und das Fest „Revue passieren lassen“ konnten.

## Verwandte Bräuche

### Kranzbinden (Niederbayern)
Aus der Region um die Gemeinde Ortenburg in Niederbayern ist aus der ersten Hälfte des 19. Jahrhunderts im Rahmen einer sogenannten „rechten Hochzeit“, die mit mehreren kirchlichen „Proklamationen“ der bevorstehenden Hochzeit einherging, ein Kranzbinden bekannt. Der Brauch fand dort am Sonntag der dritten Proklamation, bei der die Brautleute im Gegensatz zu den beiden vorherigen mit in der Kirche anwesend waren, gegen Abend statt. Im Hause der Braut versammelten sich die Brautjungfern und Junggesellen zum Kranzbinden, bei dem zugleich die Hochzeitsgeschenke gebracht und „Verabredungen getroffen [wurden], welchen Junggesellen jede Brautjungfer haben solle“. Gewöhnlich endete das Kranzbinden „mit einem Tanze nach irgend einem Instrumente oder in Ermangelung dessen wohl auch blos nach einem Gesange“.

### Kranzbinden (Südthüringen)
Aus der Fränkisch-Hennebergischen Region in Südthüringen, insbesondere aus Meiningen, ist aus dem 19. Jahrhundert ebenfalls ein Kranzbinden als Hochzeitsbrauch bekannt, über den der Heimatforscher Balthasar Spieß in seinem 1869 veröffentlichten Sammelwerk Volksthümliches aus dem Fränkisch-Hennebergischen berichtete. Dort wurde der Brauch am Sonntag vor der Hochzeit gegen Abend gehalten und es wurden dazu nur die ledigen Anverwandten und Freundinnen der Braut und des Bräutigams eingeladen. Es gab zunächst Kuchen und Kaffee; danach schickten die jungen Frauen Sträußchen an verschiedene junge Männer in der Verwandtschaft und an solche, mit welchen sie bekannt waren. An Getränken wurde nun nach Eintreffen der Männer mit Bier, Wein und Punsch aufgewartet und es gab „gewöhnlich ein Tänzchen nach dem Klavier oder einer Violine, nebst noch ein paar anderen Instrumenten“. Außerdem wurden oft Pfänderspiele gespielt, wobei die zum Kranzbinden Geladenen dann – dem eigentlichen Hauptgrund der Einladung nachkommend – eine sogenannte „Haussteuer“ gaben. Mit Ausnahme der Geschwister kamen die Gäste des Kranzbindens nicht zur nachfolgenden Hochzeit.

### Kranzbindetag (Niedersachsen)
In manchen Gegenden des heutigen Niedersachsen war Ende des 19./Anfang des 20. Jahrhunderts der sogenannte Kranzbindetag bekannt, der am Zwischentag zwischen Polterabend und Hochzeit stattfand. Dazu kamen dort nur die Gefährtinnen der Braut zum Kranzbinden zusammen, wobei dieses Kranzbinden meist nur symbolisch angedeutet wurde. Hauptsache war der Brautkuchen, der zum Kaffee serviert wurde. Wer in seinem Stück die im Kuchen eingebackene Kaffeebohne fand, „war die nächste Braut“.